# Delias aurantiaca
Delias aurantiaca är en fjärilsart som beskrevs av William Doherty 1891. Delias aurantiaca ingår i släktet Delias och familjen vitfjärilar. Inga underarter finns listade i Catalogue of Life.